# Nicolaus V
Nicolaus V, född Tommaso Parentucelli 15 november 1397 i Sarzana nära La Spezia, Ligurien, död 24 mars 1455 i Rom, var påve från den 6 mars 1447 till sin död.

## Biografi
Tommaso Parentucelli var son till en fattig läkare och blev tidigt faderlös, varmed han fick avbryta sina studier i Bologna. För att försörja sig tog han tjänst som informator i Florens, och i de hem han vistades kom han i kontakt med några av tidens mest framstående humanister. 1419 kunde han återuppta sina studier i Bologna, och läste då teologi. Under den tiden tog biskopen där, Niccolò Albergati, honom under sitt beskydd, och Parentucelli skulle därefter i tjugo år arbeta för honom som faktotum. I den tjänsten kunde han leva ut sin kärlek till byggnadsverk och böcker. Han betraktades som en lärd man, men på ett receptivt sätt, inte produktivt: han författade inte själv böcker. Han närvarade vid konciliet i Florens och kunde då föra diskussioner om patristik och skolastik på ett sådant sätt att han kunde jämföra sig med de lärda grekiska biskoparna. Eugenius IV försökte förgäves knyta honom till Rom efter konciliet, men anlitade honom som legat till Tyskland och Italien.
År 1444 blev Parentucelli ärkebiskop av Bologna och 1446 kardinalpräst med Santa Susanna som titelkyrka. Vid Eugenius död valdes han till påve, och antog namnet Nicolaus V efter sin gynnare Niccolò Albergati.

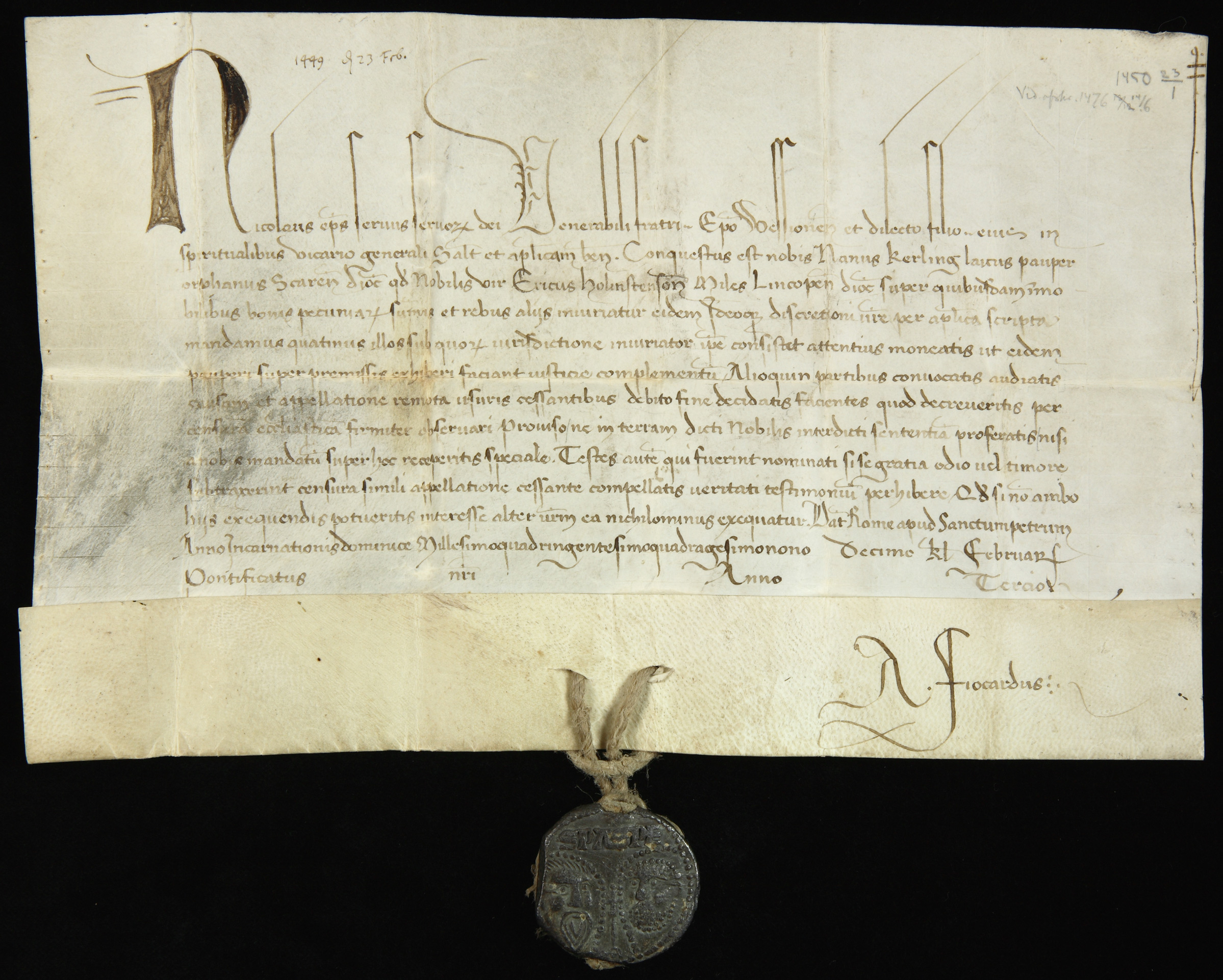
Brev från påven Nicolaus V till biskopen i Växjö

Med hans pontifikat kom avslutningen av den egentliga medeltiden genom Baselkonciliets upplösning 1449, Wienkonkordatet 1448 med Tyskland, den siste motpåvens underkastelse (Felix V 1449), den sista kejsarkröningen i Rom (Fredrik III 1452) och Konstantinopels fall (1453). Med Nicolaus firade humanismen och renässansen sitt intåg i Kyrkans centrum. Själv lärd humanist, lade han grunden till Vatikanbiblioteket samt nedlade stora kostnader på att försköna och befästa Rom. Han förde Herodotos verk till Västeuropa, liksom Polybios, Thucydides och Xenofons. Han lade stor vikt vid att hämta gamla handskrifter till Vatikanen från kloster, varigenom han räddade flera värdefulla historiska källor från att gå förlorade genom mögelangrepp och annan förstörelse; uppgifter gör gällande att han köpte 5 000 sådana dokument. Han restaurerade Agrippas Aqua Virgo, Vatikanpalatset, Peterskyrkan, San Paolo fuori le Mura, vilket har givit dessa byggnadsverk en dragning åt renässansens estetik, bland annat genom att han anlitade Fra Angelico. Lorenzo Valla anställde han som notarie. Han utfärdade Dum Diversas 1452.
Dock uppstod en sammansvärjning 1453, som slutade i blod. Stefano Porcari, som var en lärd man och politiker, försökte göra Rom till republik, och Nicolaus hade två gånger haft anledning att förlåta honom, men den tredje komplotten ledde till att påven dömde honom till döden i januari 1453. Händelsen fördunklade både påvedömets rykte och Nicolaus karaktär.
Nicolaus försökte efter Konstantinopels fall 1453 förgäves få ett korståg till stånd. I en bulla avkrävde han att alla furstar skulle ställa upp för kristendomen, och att inga offer var för ringa. Men korstågens dagar var förbi, och några städer, som Venedig och Genua, knöt istället nya handelskontakter med hedningarna.